# Werner Moring
Pour les articles homonymes, voir Moring.
Werner Moring (27 octobre 1927-27 novembre 1987) est un fondeur allemand ayant représenté l'Allemagne de l'Est dans les années 1950.  
Il a participé aux Jeux olympiques d'hiver de 1956 à Cortina d'Ampezzo en Italie, où il dispute les épreuves de 30 km et de 50 km.